# Brian Robinson
Brian Robinson (3 de novembro de 1930 – 25 de outubro de 2022) foi um ciclista britânico que competiu profissionalmente durante os anos 50 e 60 do século XX. Ele foi o primeiro britânico a terminar o Tour de France e o primeiro a vencer uma etapa do mesmo.
Ele defendeu as cores do Reino Unido em duas provas nos Jogos Olímpicos de Helsinque em 1952.